# Divina patria
Divina patria è un brano composto da Angella e musicato da Nino Vitali nel 1932. 
La canzone è un inno all'Italia sentita come la patria dei suoi abitanti, i quali sono disposti all'estremo sacrificio pur di difenderla (Patria nostra tu, divina Patria / sei più preziosa della nostra vita.). Sin dalle prime strofe, il canto si presenta con elementi marziali come i tamburi e le trombe, nel chiaro spirito della retorica militaresca fascista, proseguendo poi con un motivetto in 2/4 ma pur sempre più leggero e scorrevole.